# ووجیمیژ موخا
ووجیمیژ موخا (لهستانی: Włodzimierz Mucha؛ ‏ تلفظ لهستانی نامِ کوچک: [vwɔdʑimiɛʐ]؛ ‏ ۲۱ ژانویهٔ ۱۹۵۶ – ۱۳ اکتبر ۲۰۱۹) یک معمار اهل لهستان بود.
وی همچنین برندهٔ جوایزی همچون جایزه افتخاری انجمن معماران لهستان (۲۰۱۵) شده‌است.